# Playing for Change
Playing for Change è un supergruppo musicale formato essenzialmente da artisti di strada di varie etnie, nato come progetto multimediale per opera del produttore discografico statunitense ed ingegnere del suono Mark Johnson, del Timeless Media Group, e di Enzo Buono.
Con lo stesso nome Playing for Change Foundation (letteralmente: Suonare – ma anche recitare, agire – per un cambiamento) è stata fondata una organizzazione non a scopo di lucro – la Playing for Change Foundation – cui è demandato il compito di edificare scuole di musica destinate all'infanzia nei luoghi più disparati del mondo. Il progetto è orientato a sostenere in maniera particolare realtà del terzo mondo.

## Storia
Playing for Change ha avuto inizio come progetto nel 2004: lo scopo dichiarato era quello – secondo gli intendimenti degli organizzatori – «di ispirare e mettere in collegamento musicisti per portare un messaggio di pace nel mondo attraverso la musica»'. Per fare ciò i fondatori si sono recati in diversi Paesi molto distanti l'uno dall'altro del globo terrestre, come Stati Uniti d'America, Spagna, Sudafrica, India, Nepal, Medioriente, Irlanda (per l'Italia, a Livorno sono stati registrati interventi di Roberto Luti alla chitarra resofonica, Simone Luti al basso e a Pisa sono state effettuate incisioni di Stefano Tomaselli al sassofono).
Servendosi di un'apparecchiatura mobile che funzionasse da studio di registrazione, i due hanno registrato sul posto le performance di musicisti che eseguivano una medesima canzone, interpretata nel proprio personale stile e molto spesso con strumenti tipici delle varie culture.
Fra le guest star, che hanno partecipato al progetto, figurano Stephen Marley, Keith Richards, Los Lobos, Vusi Mahlasela, i Tinariwen, David Crosby, Louis Mhlanga, Clarence Bekker, David Guido Pietroni, Tal Ben Ari (Tula), Bono, Keb' Mo', David Broza, Manu Chao, Grandpa Elliott, Taj Mahal, Toots Hibbert dei Toots & the Maytals, Ringo Starr, Carlos Santana, Robbie Robertson, Jack Johnson.
Partecipano a ogni video cantanti e musicisti da tutto il mondo: molti sconosciuti e alcuni più noti, almeno a livello locale, come per esempio sono Char (Giappone), Ernest Ranglin (Jamaica), Alberto Manuel de la Rosa, Imorly Richardson (Cuba), Baby Black Ndombe (Congo).

## Repertorio
Il repertorio del gruppo è vasto e varia dalla musica blues, al soul, al pop, al classico rock and roll, con brani di autori affermati come Bob Dylan, Bob Marley, Ben E. King, Tracy Chapman.
Il loro successo maggiore è Stand by Me, lo standard del rock and roll di Ben E. King e del duo Jerry Leiber e Mike Stoller, già portato al successo da vari artisti.
Il brano è stato il primo singolo del gruppo ed ha preso le mosse da un artista di strada a Santa Monica (California), Roger Ridley (poi deceduto). Sulla base dell'interpretazione di questo artista, Johnson e Buono hanno iniziato un viaggio attraverso il mondo registrando gli interventi e le esecuzioni di più e più artisti. Tutte le diverse interpretazioni sono state poi sottoposte a missaggio in un pasticcio finale.
Il videoclip di Stand by Me ha avuto risonanza e popolarità come fenomeno di Internet sia attraverso il sito ufficiale del gruppo sia attraverso YouTube, dove ha registrato più di ottanta milioni di contatti.

## Playing For Change Foundation
La Playing for Change Foundation è una organizzazione non a scopo di lucro che si prefigge di creare e supportare scuole musicali particolarmente in paesi in via di sviluppo.
I sette progetti riguardano:
- Ntonga Music School, Gugulethu, Sudafrica
- Bizung music and dance school, Tamale, Ghana
- Ecole de musique de Kirina, Kirina, Mali
- Tintale Village Teaching Center Tinatle, Nepal
- Mitrata Nepal village Music Program, Kathmandu Nepal
- The Hari Kul Music School, Kathmandu Nepal
- Intore Culture and Music Center, Kigali, Ruanda

Dal 2008 sono stati completati tre dei sette progetti.

## CD/DVD
L'attività musicale di Playing for Change è riassunta in una compilation su CD/DVD intitolata Playing For Change: Songs Around the World e distribuita nel 2009 su etichetta Concord Music Group.
Il CD consta di dieci canzoni mentre il DVD contiene anche un film documentario di 83 minuti intitolato Peace Through Music (La Pace attraverso la Musica) più un video intitolato "The Playing for Change Foundation" che illustra l'attività della Fondazione. Il documentario è stato girato durante il viaggio della troupe di Playing for Change attraverso il mondo e al materiale originale sono stati aggiunti spezzoni di intervista e delle performance musicali dei vari artisti.
A ottobre 2009 è stato distribuito il DVD del documentario senza il CD.
Nel 2010 è stato pubblicato l'album dal vivo Playing for Change Live – che vede riuniti tutti insieme sulla scena diversi artisti provenienti da varie parti del mondo.
Nel 2011 esce il disco Playing For Change 2: Songs Around the World su CD/DVD. Il dvd contiene le 10 canzoni del cd ed un documentario sul movimento.
Il sito web di Playing For Change ha reso possibile, sia pure limitatamente all'area statunitense, l'acquisto via download e in formato MP3 dei brani prodotti dal supergruppo, mentre da aprile 2009 l'album discografico è distribuito anche su iTunes.

## Artisti
| "Stand by Me"                               |
| (Jerry Leiber e Mike Stoller / Ben E. King) |
| Roger Ridley: canto, chitarra acustica      |
| Clarence Bekker: canto                      |
| Grandpa Elliott: canto, armonica a bocca    |
| Vusi Mahlasela: canto                       |
| Sinamuva: cori, canto                       |
| Bhekani Memela: arrangiamento cori          |
| Washboard Chas: washboard                   |
| Twin Eagle Drum Group: batteria             |
| Junior Kissangwa Mbouta: batteria           |
| Django "Bambolino" Degen: congas            |
| François Viguié: pandeiro                   |
| Cesar Pope: cavaquinho                      |
| Dimitri Dolgonov: violoncello               |
| Roberto Luti: chitarra resofonica           |
| Geraldo Osal "el Poeta": tres               |
| Dionisio Lopez: basso elettrico             |
| Pokei Klaas: upright bass                   |
| Reggie McBride: upright bass                |
| Stefano Tomaselli: sassofono contralto      |

| "One Love"                                |
| (Bob Marley)                              |
| Keb' Mo': canto                           |
| Mermens Kenkosenki: canto                 |
| Manu Chao: chitarra e canto               |
| Tal Ben Ari "Tula": canto                 |
| Vusi Mahlasela: canto                     |
| Sinamuva: cori canto                      |
| Bhekani Memela: arrangiamento cori        |
| Martin Machapa: canto, arrangiamento cori |
| Tenzin Jamyang: canto                     |
| Tenzin Jigme: canto                       |
| Tenzin Ingsel: canto                      |
| Vinaya, Saindhavi and Shruti: canto       |
| Roberto Luti: chitarra resofonica         |
| Menyatso Nathole: chitarra elettrica      |
| Gabriel Thobeiane: congas                 |
| Clayton Gibb: banjo                       |
| Surendra Shrestha: tablas                 |
| Junior Kissangwa Mbouta: batteria         |
| William Aura: basso elettrico             |
| Louis Mhlanga: chitarra                   |
| Tara Bir Tuladhar: sitar                  |
| Venkat: shaker                            |
| Rajhesh Vaidhya: vina                     |

| "War" / "No More Trouble"                    |
| (Carlton Barrett / Allen Cole / Bob Marley)  |
| Rocky Dawuni: canto                          |
| Bono: canto                                  |
| Mermens Kenkosenki: canto                    |
| Jason Tamba: canto, chitarra                 |
| Vinaya, Saindhavi and Shruti: canto          |
| Bob Marley: canto                            |
| The Omagh Community Youth Choir: canto, cori |
| Daryl J. Simpson: direzione cori             |
| Kevin Moor II: batteria                      |
| Tshotsho Fikisi: congas                      |
| Biziko: djembe                               |
| Cathy Jordan: bodhrán                        |
| David Broza: chitarra                        |
| Louis Mhlanga: chitarra                      |
| Jimi Indi Phiri: basso elettrico             |
| Radwin Nazar: violino                        |
| Ramzi Bishara: darbuka                       |
| Punya Srinivas: vina                         |
| Saroja musicista): dilruba                   |
| Venkat: tablas e shaker                      |

| "Biko"                                 |
| (Peter Gabriel)                        |
| Rocky Dawuni: canto                    |
| Keb' Mo': canto, chitarra elettrica    |
| Cathy Jordan: canto, bodhran           |
| The Omagh Community Youth Choir: canto |
| Daryl J. Simpson: cori director        |
| Nana Ama: canto                        |
| Margaret Gbindey: canto                |
| Belinda Darko: canto                   |
| Vinaya, Saindhavi and Krithikaa: canto |
| Roberto Luti: chitarra resofonica      |
| Liam O Maonlai: canto, didgeridoo      |
| Kamalakar: flauto                      |
| Venkat: tablas                         |
| Michael Holmes: bouzouki               |
| Shane Mitchell: accordion              |
| Brian McDonagh: mandola                |

| "Don't Worry"                       |
| (Pierre Minetti)                    |
| Pierre Minetti: canto, chitarra     |
| Clarence Bekker: canto              |
| Tal Ben Ari "Tula": canto           |
| Sinamuva: cori                      |
| Bhekani Memela: arrangiamento cori  |
| Junior Kissangwa Mbouta: batteria   |
| Dinesh Sunam: canto                 |
| Venkat: tavil, batteria             |
| Washboard Chaz: washboard           |
| Django "Bambolino" Degen: triangolo |
| Grandpa Elliott: armonica           |
| Rajhesh Vaidhya: vina               |
| Tenzin Jigme: chitarra elettrica    |

| "Talkin' Bout A Revolution"  |
| (Tracy Chapman)              |
| Mermens Kenkosenki: canto    |
| Jason Tamba: canto, chitarra |
| Tshotsho Fikisi: congas      |

| "Better Man"                                 |
| (Kevin Moore / Anders Osborne)               |
| Keb' Mo': canto, dobro                       |
| Valeria Pinkston: controcanto                |
| Kristle Murden: controcanto                  |
| Alexandra Brown: controcanto                 |
| Reggie McBride: controcanto, basso elettrico |
| Jeff Paris: controcanto, chitarra            |
| Les Faulkner: controcanto, batteria          |
| Clayton Gibb: banjo                          |
| Poncho Sanchez: congas                       |

| "Chanda Mama"                       |
| (Ananda Giri / Enzo Buono)          |
| Tal Ben Ari "Tula": canto           |
| Nahuel Schajris: canto              |
| Sinamuva: cori canto                |
| Bhekani Memela: cori arrangiamento  |
| Vinaya, Saindhavi and Shruti: canto |
| Enzo Buono: chitarra                |
| Marcello "Gaucho": charango         |
| Santiago Maggi: upright bass        |
| Damien Assertes: accordion          |
| Sibongiseni Mbanjwa: violino        |
| Paulo Morais: pandeiro              |
| Roberto Luti: chitarra resofonica   |
| Louis Mhlanga: chitarra             |
| Stefano Tomaselli: alto sax         |
| Junior Kissangwa Mbouta: batteria   |
| Reinaldo Elosegui: güiro            |

| "Love Rescue Me" |
| (U2 / Bob Dylan) |
| Daryl J. Simpson: direzione cori, pianoforte |
| Brian McNamee: chitarra |
| The Omagh Community Youth Choir: |
| - Jade Campbell - Natasha Cathers - Alicia Clarke - Lauren Davidson - Lyndsey Davidson - Joanne Donnelly - Laura Elliott - Deidre Flannagan - Elaine Gallagher - Lucy Garrity - Claudia Gilmore - Rachel Gilmore - Brendan Haughey - Andrea Hawkes - Laura Healy - James Keaveney - Benjamin Knox - Gillian McElroy - Sara McGrenaghan - Alan McKinley - Karen McMahon - Grainne McNabb - Louise McNamee - Eoin Meyler - Michael Murphy - Peter O'Neil - Essie-May Sharkey - Niamh Simmonds - Christine Sloan - Niall Turbitt - Lynn Watson |

| "A Change Is Gonna Come"          |
| (Sam Cooke)                       |
| Clarence Bekker: canto            |
| Grandpa Elliott: canto, armonica  |
| Louis Mhlanga: chitarra elettrica |
| Peter Bunetta: batteria           |
| Reggie McBride: basso elettrico   |
| Mohammed Alidu: djembe            |